# Bishop (semovente)
Il Bishop era un semovente con artiglierie da 25 libbre (88 mm) che era basato sul carro pesante da fanteria Mk III Valentine, che venne riarrangiato con una grossa casamatta anteriore armata di tale cannone-obice. Era pensato come soluzione di emergenza per dotare nel più breve tempo possibile di un semovente armato con il cannone da Ordnance QF 25 lb le forze armate che operavano in Nordafrica. Il veicolo però si rivelò afflitto da numerosi problemi e fu velocemente sostituito appena si resero disponibili mezzi migliori.

## Storia
Il tipo di combattimenti, caratterizzati da una elevata mobilità, che si svolgevano in Nord Africa portò alla necessità di disporre di un semovente che fosse armato con il cannone da 25 pdr. Nel giugno del 1941 venne incaricata dello sviluppo di questo veicolo la Birmingham Railway Carriage and Wagon Company. Il risultato fu un semovente che venne designato Ordnance QF 25-pdr o Carrier Valentine 25-pdr Mk. I. Nonostante la designazione il veicolo era però universalmente conosciuto come Bishop.
Il semovente utilizzava lo scafo del carro Valentine Mk. II al quale era stata sostituita la torretta con un sovrastruttura fissa dotata di una grande porta posteriore. L'armamento principale era costituito dal cannone da 25 pdr mentre come armamento secondario il veicolo disponeva di una mitragliatrice Bren.
La configurazione del mezzo però si rivelò subito problematica. Il cannone, inserito nella sovrastruttura, aveva una elevazione limitata a 15 gradi ed era inferiore a quella della stessa arma montata sul suo affusto. La capacità di movimento verso il basso e verso i lati era limitata a 8 gradi. Il Bishop era piuttosto angusto, ma ben protetto, tanto che si potrebbe definire una sorta di incrocio tra cannoni d'assalto e semoventi veri e propri.
Questi limiti, specialmente quello riguardante l'elevazione, ridussero a 5.800 metri la gittata del 25 pdr tanto da costringere gli equipaggi a realizzare sul campo di battaglia delle rampe sulle quali far salire il mezzo per aumentare di qualche grado l'inclinazione del pezzo. A questi limiti si aggiungeva poi la scarsa velocità, caratteristica del carro Valentine, che rendeva lento il mezzo.
I primi 100 veicoli furono consegnati nel 1942. In seguito ne furono ordinati altri 50 ma non si conosce se vennero effettivamente prodotti.

## Impiego
Il primo impiego operativo del Bishop avvenne in Nord Africa durante la cosiddetta seconda battaglia di El Alamein. Il veicolo rimase poi in servizio fino alla conclusione della campagna. Venne poi utilizzato nelle fasi iniziali della Campagna d'Italia ( in Sicilia fu utilizzato dai canadesi vicino a Siracusa per bombardare la fanteria italiana).Come divennero disponibili, in numero sufficiente, i semoventi M7 e soprattutto il Sexton venne ritirato dalla prima linea.